# Anthony Hopkins

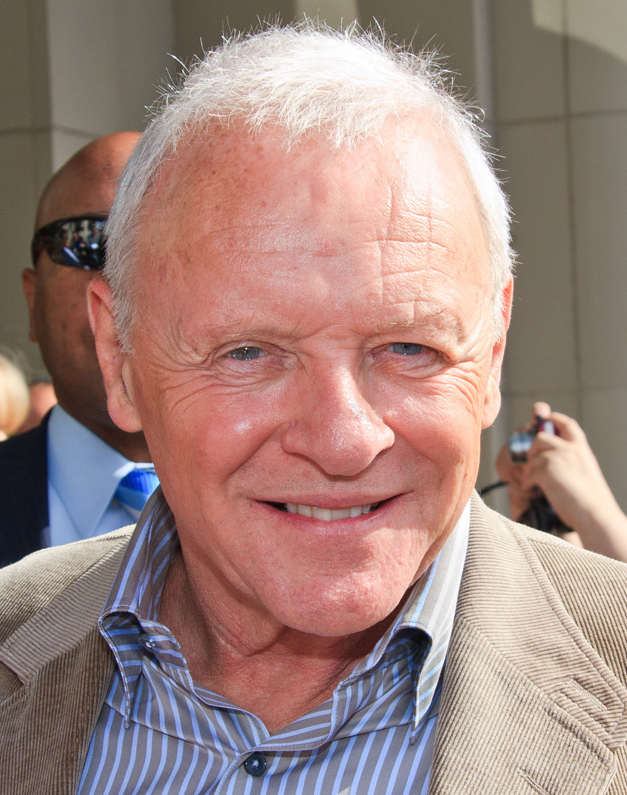
Hopkins auf dem Toronto International Film Festival (2010)

Sir Philip Anthony Hopkins, CBE (* 31. Dezember 1937 in Margam, Port Talbot, Glamorgan, Wales) ist ein walisischer Schauspieler und zweifacher Oscar-Preisträger. Weltweit bekannt wurde er durch seine Darstellung der Romanfigur Hannibal Lecter von Thomas Harris.

## Leben

### Kindheit und Jugend
Anthony Hopkins wuchs mit seiner Mutter Muriel und seinem Vater Richard Arthur in einer kleinen Wohnung über der familieneigenen Bäckerei auf. Nach eigenen Aussagen war er ein Einzelgänger. Als Legastheniker hatte er es während seiner Schulzeit auf der Port Talbot Central School schwer und war nicht sehr beliebt. Im Alter von zwölf Jahren schickten ihn seine Eltern ins West Monmouth Internat in Pontypool. Für die letzten vier Schuljahre wechselte er auf die Cowbridge Grammar School.
Schon früh interessierte sich Anthony Hopkins fürs Kino und war begeistert von Schauspielern wie Humphrey Bogart oder James Cagney. Sein besonderes Vorbild war Richard Burton, der nur einige Straßen von Hopkins entfernt gewohnt hatte.
Nach seinem Schulabschluss hielt er sich mit kleinen Jobs über Wasser, bis er 1958 zur Royal Artillery eingezogen wurde, wo er als Kanonier diente. Danach zog Hopkins zurück zu seinen Eltern, die mittlerweile in Laleston, in der Nähe von Bridgend, wohnten. Er beschäftigte sich weiterhin mit dem Theater und wirkte in mehreren Stücken mit. 1960 hatte er seinen ersten bezahlten Auftritt in Have a Cigarette im Palace Theatre und erhielt einen der begehrten Studienplätze an der Royal Academy of Dramatic Art in London, wo er 1963 seine Ausbildung abschloss.

### Schauspielerkarriere
1965 wurde Hopkins von Laurence Olivier ans Royal National Theatre engagiert. Zum Vorsprechen wählte er eine Passage aus Othello, jener Rolle, mit der Olivier seinerzeit seit etwa einem Jahr in den Kinos zu sehen war. 1966 spielte er im Film The White Bus von Lindsay Anderson, am National Theatre machte er sich einen Namen als Bühnenschauspieler in den Stücken The Flea In Her Ear, Juno And The Paycock, The Provincial Life und Three Sisters. Als 1967 Laurence Olivier während der Spielzeit von Dance Of Death erkrankte, sprang Hopkins für ihn ein. In Folge stand Hopkins in einer ursprünglichen Version von Shakespeares Wie es euch gefällt mit ausschließlich männlichen Darstellern als „Audrey“ auf der Bühne. Zudem spielte er den jungen Richard Löwenherz in Der Löwe im Winter. Der Film wurde mit drei Oscars ausgezeichnet (Bestes Drehbuch, Beste Musik und Katharine Hepburn als beste Hauptdarstellerin). Hopkins war für seine Rolle für den Britischen Filmpreis nominiert.
Ab 1967 litt Hopkins unter Alkoholproblemen, und die zunehmende Aufmerksamkeit durch die Öffentlichkeit machte dem Einzelgänger zu schaffen. Er stand vermehrt vor der Kamera und spielte unter anderem in John le Carrés Agententhriller Krieg im Spiegel und den Claudius in Shakespeares Hamlet mit Nicol Williamson. Im Jahr 1971 erhielt Hopkins seine erste Hauptrolle in einem Actionfilm: In Das Mörderschiff nach dem Roman von Alistair MacLean verkörperte er den Geheimagenten Philip Calvert, der gegen Piraten an der schottischen Küste antritt. Kurz darauf wurde Hopkins von Richard Attenborough entdeckt, der ihn „den besten Schauspieler seiner Generation“ nannte und ihn für fünf seiner Filme besetzte. 1973 gewann Hopkins den British Academy Television Award der Society of Film and Television Arts für seine Rolle in der Fernseh-Miniserie Krieg und Frieden. Während dieser Zeit nahmen seine Alkoholprobleme zu. Nachdem er am 29. Dezember 1975 jedoch irgendwo erwachte und keine Ahnung hatte, wo er war und wie er dahin gekommen sei, gab er das Trinken auf.
1974 sah man ihn an der Seite von Goldie Hawn in Das Mädchen von Petrova als KGB-Agenten, der die Liebschaften zwischen einer Ballerina und einem US-Journalisten verhindern soll. Für seine Darstellung als Bruno Richard Hauptmann in Die Entführung des Lindbergh-Babys gewann er 1976 seinen ersten Emmy. In dem Geiseldrama Unternehmen Entebbe spielte er die Rolle des israelischen Premierministers Jitzchak Rabin, in Die Brücke von Arnheim die des Lieutenant Colonel John Frost. Für den 1978 gedrehten Horrorfilm Magic – Eine unheimliche Liebesgeschichte war er ein weiteres Mal für den BAFTA und einen Golden Globe Award nominiert. Ebenfalls 1978 spielte Hopkins in dem Film Alles Glück dieser Erde den Trainer des Britischen Olympia-Reiterteams Captain Johnson. Bei dem Film handelt es sich um eine frei gestaltete Fortsetzung des Films Kleines Mädchen, großes Herz mit Liz Taylor.

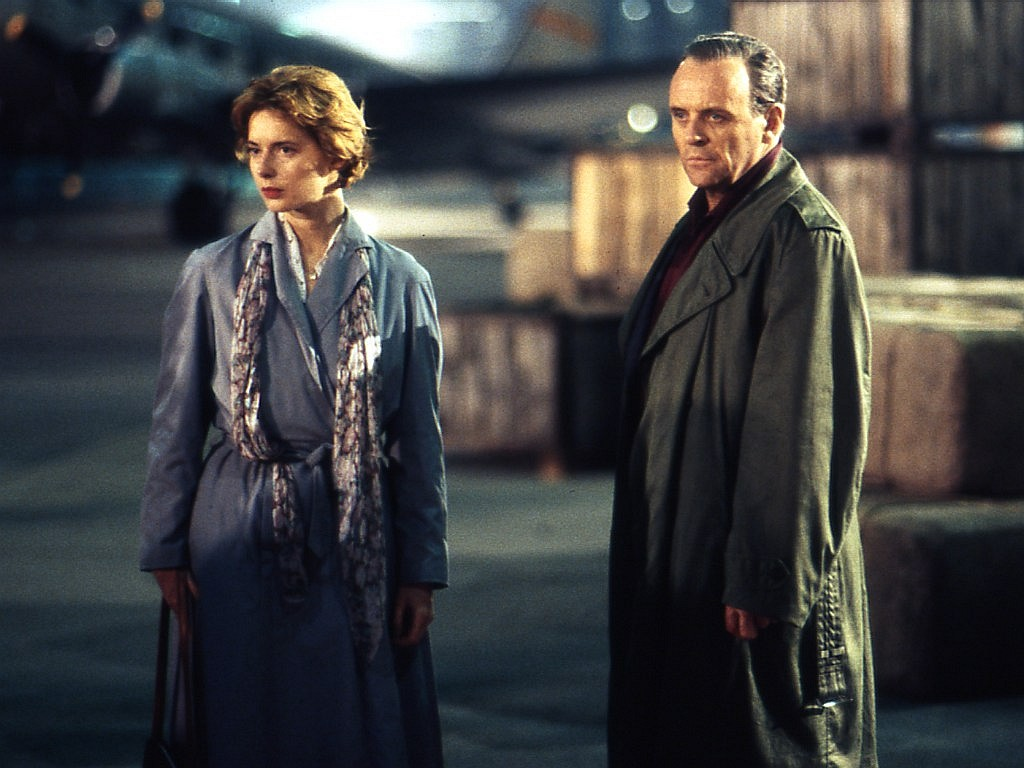
Anthony Hopkins mit Isabella Rossellini bei den Dreharbeiten zu John Schlesingers … und der Himmel steht still (1993)

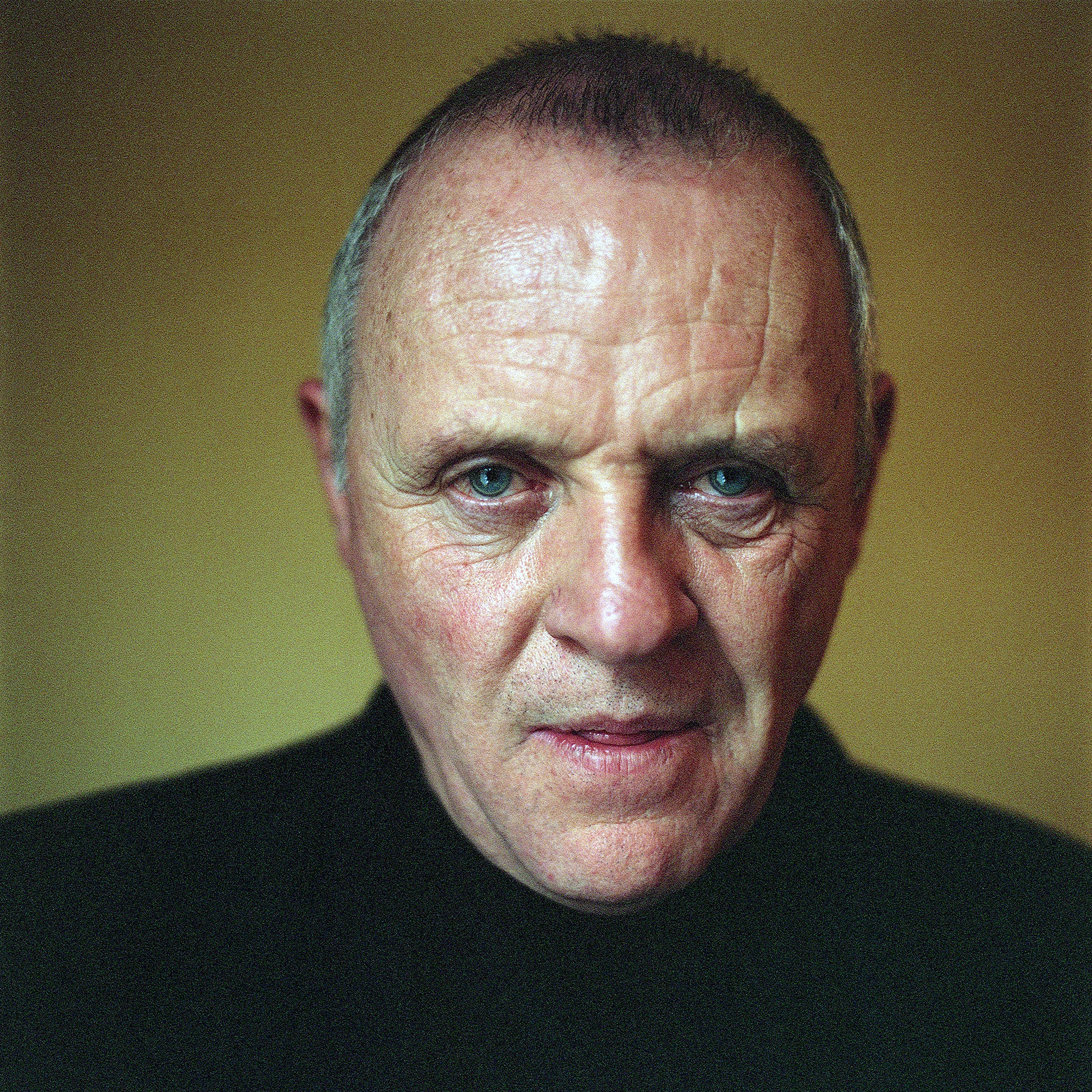
Anthony Hopkins fotografiert von Oliver Mark, Berlin 2001

Anfang der 1980er Jahre entstanden so erfolgreiche Filme wie Der Elefantenmensch von David Lynch wie auch Der Bunker. Für seine Darstellung Adolf Hitlers in dem Kriegsdrama erhielt Hopkins einen Emmy. Erfolgreich spielte er auch die Titelrollen in Othello und Der Glöckner von Notre Dame mit Lesley-Anne Down als Esmeralda. 1984 verkörperte er neben Mel Gibson den Kapitän William Bligh in Die Bounty. Mitte der 1980er Jahre kehrte Hopkins nach England zurück. Dort spielte er unter anderem 1987 neben Anne Bancroft und Judi Dench den Buchhändler Frank Doel in dem Filmdrama Zwischen den Zeilen sowie in Graham Greenes Der 10. Mann.
Erst ab 1990 drehte Hopkins wieder in Hollywood. In der Walt-Disney-Fernsehproduktion Große Erwartungen nach Charles Dickens besetzte man ihn 1991 in der Rolle des Abel Magwitch. Im gleichen Jahr erhielt Hopkins dann das Angebot seines Lebens: Der Regisseur Jonathan Demme suchte einen Schauspieler für die Rolle eines Psychopathen, nachdem Gene Hackman, Robert Duvall, Brian Cox und Jeremy Irons bereits abgelehnt hatten. So besetzte er Hopkins für die Rolle, mit der man diesen fortan immer in Verbindung bringen würde: der des Dr. Hannibal Lecter. In Das Schweigen der Lämmer unterstützt Hopkins als Psychopath die FBI-Agentin Clarice Starling (Jodie Foster) bei ihrer Jagd nach einem Serienkiller. Für diese Rolle erhielt Hopkins, der im gesamten Film nur etwas mehr als 16 Minuten zu sehen war, einen Oscar als bester Hauptdarsteller. Der große Erfolg des Films machte Hopkins endgültig zum Star und etablierte ihn als einen der weltweit führenden Charakterdarsteller. Auch in der Fortsetzung Hannibal und im Prequel Roter Drache spielte Hopkins die Rolle des Hannibal Lecter. Im Film Hannibal Rising – Wie alles begann wird er durch Gaspard Ulliel ersetzt, da dort die Jugend Hannibals beschrieben wird.
In kurzer Zeit entstanden weitere erfolgreiche Filme, darunter Der Prozeß nach dem Roman von Franz Kafka, Bram Stoker’s Dracula unter der Regie von Francis Ford Coppola sowie Wiedersehen in Howards End nach E. M. Forster. In John Schlesingers Und der Himmel steht still, nach dem Roman Unschuldige von Ian McEwan, spielte er einen amerikanischen Geheimagenten im von Sowjets besetzten Teil Berlins, der sich in die falsche Frau verliebt. Bei dem für acht Oscars nominierten Drama Was vom Tage übrig blieb galt eine der Nominierungen Hopkins’ Darstellung des sich aufopfernden Butler Stevens. Der Film Shadowlands, in dem er 1993 neben Debra Winger – erneut unter der Regie von Richard Attenborough – den Autor der Narnia-Chroniken C. S. Lewis porträtierte, hatte Lewis’ Beziehung zu der amerikanischen Schriftstellerin Joy Davidman zum Thema. Hierfür wurde Hopkins mit einem BAFTA Award ausgezeichnet. In Legenden der Leidenschaft übernahm er die Rolle eines Ranchers in Montana in der Zeit vor und während des Ersten Weltkriegs, dessen Söhne (Brad Pitt und Aidan Quinn) sich in dieselbe Frau verlieben.
Für Oliver Stones Nixon-Verfilmung erhielt er eine weitere Oscar-Nominierung für seine Darstellung des amerikanischen Präsidenten. Unter dem Titel August verfilmte Hopkins Tschechows Theaterstück Onkel Wanja, in dem er auch die Hauptrolle spielte. Die Handlung verlegte er nach Nordwales in das Jahr 1896. Für seinen Auftritt in Steven Spielbergs Amistad als Präsident John Quincy Adams war er ein weiteres Mal für einen Oscar nominiert. Nach dem Kinohit Die Maske des Zorro, in dem Hopkins als älterer Zorro seinen Nachfolger (Antonio Banderas) instruiert, spielte er in Rendezvous mit Joe Black einen dem Tod geweihten Großunternehmer. 2007 spielte er neben Ryan Gosling in Gregory Hoblits Thriller Das perfekte Verbrechen. 2013 verkörperte er den Regisseur Alfred Hitchcock in dem Biopic Hitchcock (Alfred Hitchcock and the Making of Psycho).
Seine fünfte Oscar-Nominierung erhielt Hopkins im Jahr 2020 für die Nebenrolle des Papstes Benedikt XVI. in Fernando Meirelles Drama Die zwei Päpste. Ein zweiter Oscar sowie sein insgesamt vierter British Academy Film Award folgten ein Jahr später für seine Hauptrolle eines demenzkranken Vaters in der Theaterverfilmung The Father des französischen Autors und Regisseurs Florian Zeller. Hopkins´ Oscar-Sieg wurde von vielen als Überraschung bewertet, da man eigentlich davon ausgegangen war, dass der postum nominierte US-Amerikaner Chadwick Boseman (Ma Rainey’s Black Bottom) die Auszeichnung erhalten würde. Auch war der britische Schauspieler nicht zur Verleihung angereist, die während der COVID-19-Pandemie stattfand. Er ist der bis dahin älteste Schauspieler, der die Auszeichnung als bester Hauptdarsteller zuerkannt bekam.

### Komponist
Zu seinem Film August von 1996 komponierte Hopkins auch den musikalisch klassisch gehaltenen Soundtrack. Am 2. Juli 2011 wurde der Walzer And the Waltz goes on, den Hopkins 47 Jahre zuvor komponiert hatte, von André Rieu mit dem Johann Strauss Orchester im Schloss Belvedere in Wien uraufgeführt. Hopkins und seine Ehefrau waren dabei anwesend.

### Deutsche Synchronsprecher
In den vergangenen Jahrzehnten wechselten Hopkins’ Synchronstimmen häufig. In den 1990er Jahren lieh ihm hauptsächlich Rolf Schult seine Stimme – unter anderem in Das Schweigen der Lämmer. Ab Anfang 2000 bis 2021 war Joachim Kerzel, der Hopkins zwischen 1978 und 1997 bereits unregelmäßig sprach, seine deutsche Standardstimme. Zwischenzeitlich liehen ihm Kaspar Eichel und Jürgen Heinrich ihre Stimmen, ehe Kerzel 2024 erneut im Rahmen einer Serie die Vertonung übernahm. Hartmut Reck sprach Hopkins ebenfalls in einigen Filmen.

### Privatleben
Hopkins war von 1967 bis 1972 mit Petronella Barker verheiratet, mit der er eine Tochter hat, die 1968 geborene Schauspielerin und Musikerin Abigail Hopkins. Am 13. Januar 1973 heiratete er Jennifer Lynton, die Ehe wurde am 30. April 2002 geschieden. Seit dem 1. März 2003 ist er mit der 1956 geborenen Schauspielerin Stella Arroyave verheiratet, in deren 2020 auf Amazons Prime Video veröffentlichtem Regiedebüt Elyse er eine Hauptrolle übernahm.

## Filmografie (Auswahl)
Als Schauspieler
- 1965: Novembertag (Changes) (Kurzfilm)
- 1967: The White Bus
- 1968: Der Löwe im Winter (The Lion in Winter)
- 1969: Hamlet
- 1969: Krieg im Spiegel (The Looking Glass War)
- 1970: In tiefer Trauer (Hearts and Flowers)[4]
- 1971: Das Mörderschiff (When Eight Bells Toll)
- 1972: Krieg und Frieden (War and Peace, Fernsehserie)
- 1974: Das Mädchen von Petrovka (The Girl from Petrovka)
- 1974: 18 Stunden bis zur Ewigkeit (Juggernaut)
- 1975: Der Doktor und das liebe Vieh (All Creatures Great and Small)
- 1976: Die Entführung des Lindbergh-Babys (The Lindbergh Kidnapping Case)
- 1976: Unternehmen Entebbe (Victory at Entebbe)
- 1977: Audrey Rose – das Mädchen aus dem Jenseits (Audrey Rose)
- 1977: Die Brücke von Arnheim (A Bridge Too Far)
- 1978: Magic – Eine unheimliche Liebesgeschichte (Magic)
- 1978: Alles Glück dieser Erde (International Velvet)
- 1980: Der Elefantenmensch (The Elephant Man)
- 1980: Jahreszeiten einer Ehe (A Change of Seasons)
- 1981: Der Bunker (The Bunker)
- 1981: Othello
- 1982: Der Glöckner von Notre Dame (The Hunchback)
- 1984: Die Bounty (The Bounty)
- 1985: Im Schatten des Triumphbogens (Arch of Triumph, Fernsehfilm)
- 1985: Die vielen Tode der Louise Jamison (Guilty Conscience)
- 1985: Good Father – Liebe eines Vaters (The Good Father)
- 1987: Zwischen den Zeilen (84 Charing Cross Road)
- 1988: Der zehnte Mann (The Tenth Man)
- 1988: Alles nur Theater (A Chorus of Disapproval)
- 1990: 24 Stunden in seiner Gewalt (Desperate Hours)
- 1991: Das Schweigen der Lämmer (The Silence of the Lambs)
- 1991: Ein Manager mit Herz (Spotswood)
- 1991: Große Erwartungen (Great Expectations, 6-Teiler)
- 1992: Freejack – Geisel der Zukunft (Freejack)
- 1992: Wiedersehen in Howards End (Howards End)
- 1992: Bram Stoker’s Dracula (Dracula)
- 1992: Chaplin
- 1993: Der Prozeß (The Trial)
- 1993: … und der Himmel steht still (The Innocent)
- 1993: Was vom Tage übrig blieb (The Remains of the Day)
- 1993: Shadowlands
- 1994: Willkommen in Wellville (The Road of Wellville)
- 1994: Legenden der Leidenschaft (Legends of the Fall)
- 1995: Nixon
- 1996: Mein Mann Picasso (Surviving Picasso)
- 1996: August (August)
- 1997: Auf Messers Schneide – Rivalen am Abgrund (The Edge)
- 1997: Amistad
- 1998: Die Maske des Zorro (The Mask of Zorro)
- 1998: Rendezvous mit Joe Black (Meet Joe Black)
- 1999: Instinkt (Instinct)
- 1999: Titus
- 2000: Mission: Impossible II
- 2000: Der Grinch (How The Grinch Stole Christmas, Sprechrolle)
- 2001: Hannibal
- 2001: Hearts in Atlantis
- 2002: Bad Company – Die Welt ist in guten Händen (Bad Company)
- 2002: Roter Drache (Red Dragon)
- 2003: Der menschliche Makel (The Human Stain)
- 2003: Shortcut to Happiness – Der Teufel steckt im Detail (The Devil and Daniel Webster)
- 2004: Alexander
- 2005: Der Beweis – Liebe zwischen Genie und Wahnsinn (Proof)
- 2005: Mit Herz und Hand (The World’s Fastest Indian)
- 2006: Das Spiel der Macht (All the King’s Men)
- 2006: Bobby
- 2007: Slipstream
- 2007: Das perfekte Verbrechen (Fracture)
- 2007: Die Legende von Beowulf (Beowulf)
- 2009: The City of Your Final Destination
- 2009: Where I Stand: The Hank Greenspun Story
- 2010: Wolfman
- 2010: Ich sehe den Mann deiner Träume (You Will Meet a Tall Dark Stranger)
- 2011: Thor
- 2011: The Rite – Das Ritual
- 2011: 360
- 2012: Hitchcock
- 2013: R.E.D. 2 (RED 2)
- 2013: Thor – The Dark Kingdom (Thor: The Dark World)
- 2014: Noah
- 2015: Blackway – Auf dem Pfad der Rache (Blackway)
- 2015: Kidnapping Freddy Heineken
- 2015: Die Vorsehung (Solace)
- 2016: Collide
- 2016: Ruf der Macht – Im Sumpf der Korruption (Misconduct)
- 2016–2018: Westworld (Fernsehserie)
- 2017: Transformers: The Last Knight
- 2017: Thor: Tag der Entscheidung (Thor: Ragnarok)
- 2018: King Lear (Fernsehfilm)
- 2019: Die zwei Päpste (The Two Popes)
- 2020: The Father
- 2020: Elyse
- 2021: The Virtuoso
- 2021: Where Are You
- 2021: Zero Contact
- 2022: Zeiten des Umbruchs (Armageddon Time)
- 2022: The Son
- 2023: One Life
- 2023: Freud – Jenseits des Glaubens (Freud’s Last Session)
- 2024: Rebel Moon – Teil 2: Die Narbenmacherin (Rebel Moon – Part Two: The Scargiver, Stimme Jimmy)
- 2024: Those About to Die (Fernsehserie)
- 2024: Maria
- 2025: Locked

Als Regisseur
- 1990: Dylan Thomas: Return Journey (Fernsehfilm)
- 1996: August
- 2007: Slipstream

Als Produzent
- 2015: Blackway – Auf dem Pfad der Rache (Blackway)
- 2020: Elyse

Als Komponist
- 1990: Dylan Thomas: Return Journey (Fernsehfilm)
- 1996: August

## Auszeichnungen (Auswahl)

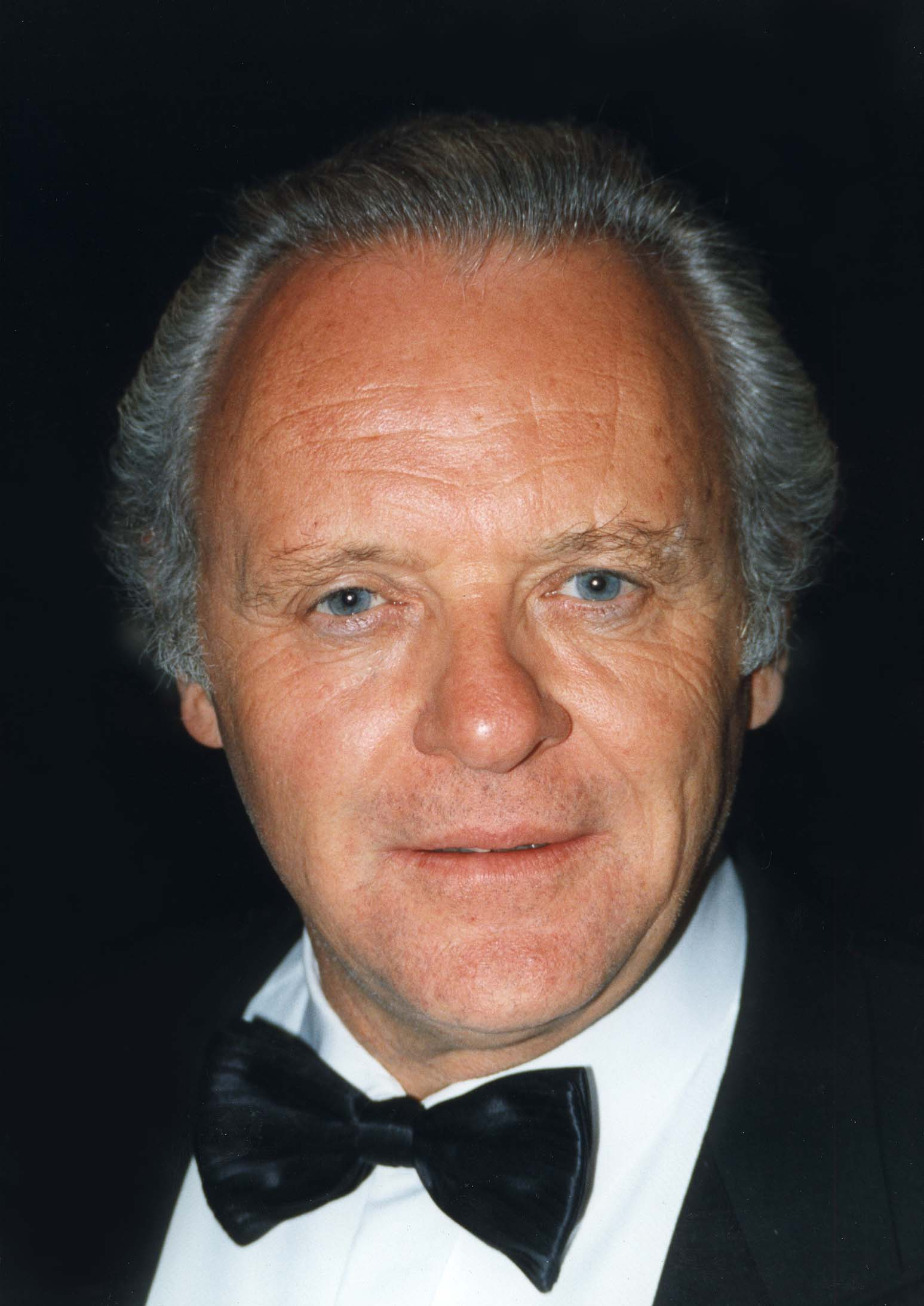
Anthony Hopkins (1996)

Oscar
- Auszeichnung

1992: Bester Hauptdarsteller für Das Schweigen der Lämmer
2021: Bester Hauptdarsteller für The Father
- Nominierungen

1994: Bester Hauptdarsteller für Was vom Tage übrig blieb
1996: Bester Hauptdarsteller für Nixon
1998: Bester Nebendarsteller für Amistad
2020: Bester Nebendarsteller für Die zwei Päpste
Golden Globe Award
- Auszeichnung

2006: Golden Globe Award für sein Lebenswerk (Cecil B. deMille Award)
- Nominierungen

1979: Bester Hauptdarsteller – Drama für Magic – Eine unheimliche Liebesgeschichte
1989: Bester Hauptdarsteller – Miniserie oder Fernsehfilm für Der 10. Mann
1992: Bester Hauptdarsteller – Drama für Das Schweigen der Lämmer
1994: Bester Hauptdarsteller – Drama für Was vom Tage übrig blieb
1996: Bester Hauptdarsteller – Drama für Nixon
1998: Bester Nebendarsteller für Amistad
2020: Bester Nebendarsteller für Die zwei Päpste
2021: Bester Hauptdarsteller – Drama für The Father
Emmy
- Auszeichnungen

1976: Hervorragender Hauptdarsteller („Outstanding Lead Actor“) für Die Entführung des Lindbergh-Babys
1981: Hervorragender Hauptdarsteller („Outstanding Lead Actor“) für Der Bunker
BAFTA
- Auszeichnungen

1992: Bester Hauptdarsteller für Das Schweigen der Lämmer
1993: Bester Hauptdarsteller für Was vom Tage übrig blieb
2008: Ehrenpreis der British Academy of Film and Television Arts
2021: Bester Hauptdarsteller für The Father
- Nominierungen

1969: Bester Nebendarsteller für Der Löwe im Winter
1979: Bester Hauptdarsteller für Magic – Eine unheimliche Liebesgeschichte
1994: Bester Hauptdarsteller für Shadowlands
Europäischer Filmpreis
- 2021: Auszeichnung in der Kategorie Bester Darsteller für Father[6]

Weitere Auszeichnungen
- 1981: Nominierung: Goldene Himbeere als Schlechtester Schauspieler für Jahreszeiten einer Ehe
- 1987: Commander of the Order of the British Empire (CBE), dritte Stufe des britischen Ritterordens Order of the British Empire
- 1992: Boston Society of Film Critics Award als Bester Nebendarsteller (Das Schweigen der Lämmer)
- 1992: Chicago Film Critics Association Award als Bester Hauptdarsteller (Das Schweigen der Lämmer)
- 1992: Dallas-Fort Worth Film Critics Association als Bester Hauptdarsteller (Das Schweigen der Lämmer)
- 1992: Kansas City Film Critics Circle Award als Bester Hauptdarsteller (Das Schweigen der Lämmer)
- 1992: National Board of Review Award als Bester Nebendarsteller (Das Schweigen der Lämmer)
- 1992: New York Film Critics Circle Award als Bester Hauptdarsteller (Das Schweigen der Lämmer)
- 1992: Sant Jordi Award als Bester ausländischer Hauptdarsteller (Das Schweigen der Lämmer)
- 1992: Nominierung: London Film Critics Circle Award als Bester Hauptdarsteller (Das Schweigen der Lämmer)
- 1993: Erhebung in den persönlichen Adelsstand als Knight Bachelor
- 1993: National Board of Review als Bester Schauspieler für Was vom Tage übrig blieb und Shadowlands
- 2003: Stern auf dem Walk of Fame
- 2008: Scream Award, ausgezeichnet als Scream Legend
- 2018: Nominierung: Goldene Himbeere als Schlechtester Nebendarsteller für Collide und Transformers: The Last Knight

## Dokumentarfilme
- Hannibal Hopkins & Sir Anthony. 52 Min. Drehbuch und Regie: Clara Kuperberg, Julia Kuperberg. Frankreich 2020.[7][8]